# Влажная салфетка

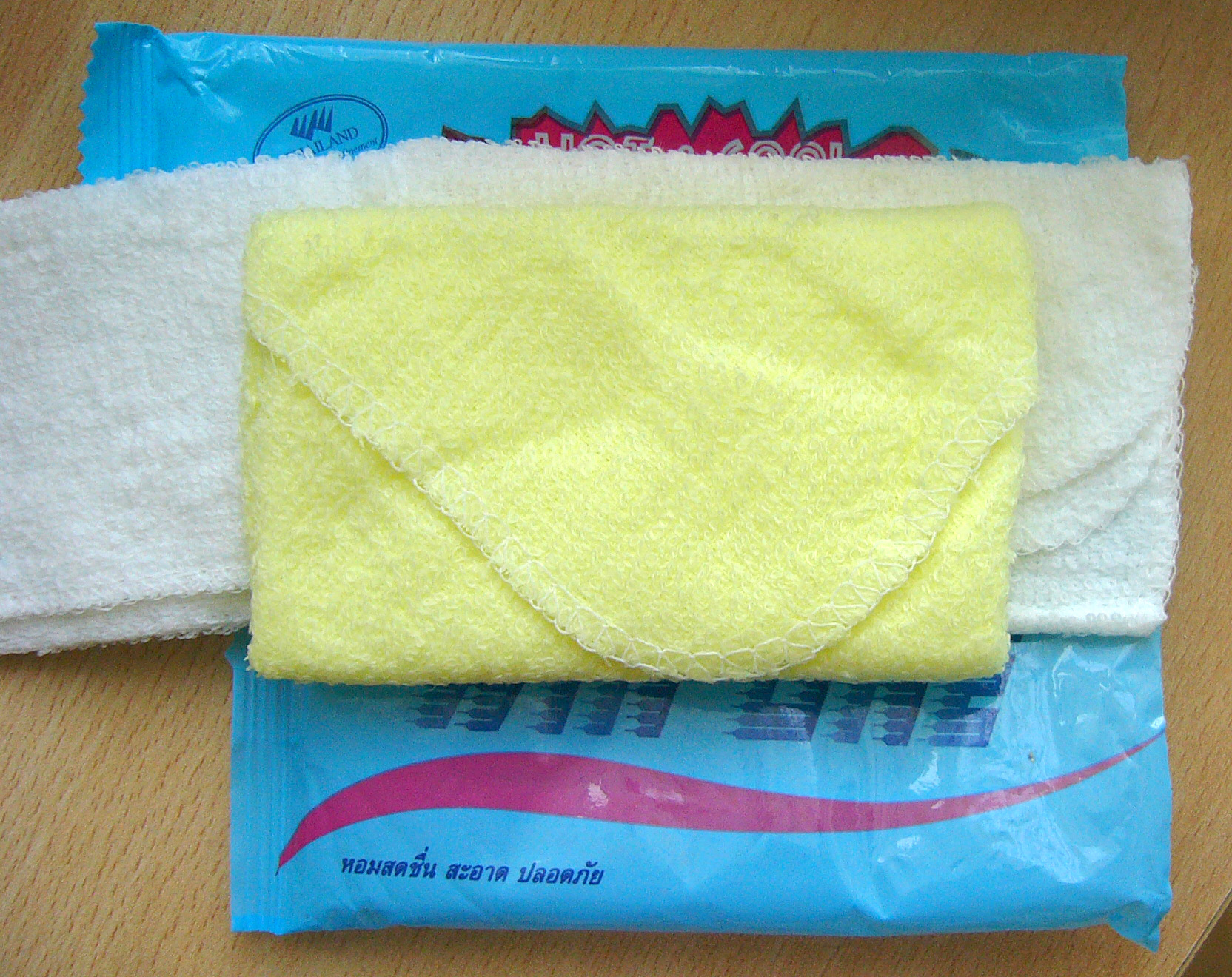
Влажная салфетка

Вла́жная салфе́тка — гигиеническая салфетка различного бытового и промышленного назначения. В косметике может быть заменителем лосьона и косметического молочка.

## Виды салфеток
- для снятия макияжа,
- универсальные,
- защитные,
- увлажняющие,
- дезодорирующие,
- парфюмерные,
- для снятия лака,
- детские,
- гигиенические,
- для интимной гигиены,
- освежающие,
- при насморке,
- для животных,
- для автолюбителей.

## Вещества, которые могут входить в состав влаги
На 90 % она состоит из водного или спиртоводного лосьона или эмульсии. Также в ней есть: ПАВы, эмолент, отдушки, консерванты, биологически активные вещества, иногда (для детских и гигиенических салфеток) — растительные масла и экстракты, глицерин, D-пантенол.
- ПЭГ-40 — по сути, это касторовое масло, обработанное специальным химическим способом (гидрированное). Его чаще всего добавляют в салфетки для рук, для снятия макияжа, чтобы на коже создавалась защитная плёнка, что предотвращает появление сухости.
- Монопропиленгликоль — органический растворитель, который используют чаще всего в химической и парфюмерно-косметической промышленности. В бытовой химии он служит растворителем, а в салфетках попросту «съедает» грязь. Кроме того, это вещество притягивает и «связывает» воду.
- Парабены — нефтепродукты, которые употребляются как консерванты в косметике. Они не раздражают кожу, стоят дёшево, не имеют вкуса и запаха и не позволяют продуктам испортиться.
- ПАВ (поверхностно-активные вещества) добавляют в основном в бытовые салфетки (для машин, мебели, мониторов, комнатных растений и прочее) для лучшего удаления грязи с поверхности, которую нужно очистить. Салфетки для устранения сильных загрязнений (например, автомобильные) содержат анионные, самые агрессивные из поверхностно-активных веществ[1].

## Экология
В составе салфеток содержатся волокна пластика, поэтому он не разлагается за считанные дни, как обычная бумага. Люди часто смывают салфетки в канализацию, чего делать крайне не рекомендуется, это может вызвать большие образования из отходов, жиров и мусора в трубах. В частности, в мае 2018 года в Великобритании было обнаружено подобное скопление, которое весило, как 10 двухэтажных автобусов. Чтобы уменьшить негативное влияние на экологию, власти Британии либо потребуют от производителей влажных салфеток производить такие, которые будут разлагаться самостоятельно и быстро, либо полностью запретят их продажу в стране.